# Маруна дівоча
Маруна маруна дівоча як Pyrethrum parthenium, маруна дівоча (Tanacetum parthenium) — багаторічна трав'яниста рослина роду пижмо родини айстрові. Інші назви: «маруна городня», «марина», «марона», «маруна», «марунка», «марунька», «маточник», «ромашка перська», «ромашка римська», «росто́пасть», «руман».

## Опис
Багаторічна рослина з сильними стеблами, що утворюють невеликий кущ. Має мичкувату кореневу систему і стебло, що досягає заввишки 80 см, частіше 30-50 см. Листя зверху сидячі, нижні — черешкові, листова пластина двічі або тричі перисторозсічена з закругленими або зубчастими краями, з м'яким, шовковистим запушенням.
Листя видають чіткий хризантемний запах, через який рослину називають дівочою хризантемою. Білі або жовті квітки зібрані в щільний, часом кулястий кошик, суцвіття може досягати 3 см в діаметрі. Вони зібрані у верхів'ях у вигляді щитоподібних суцвіть. Плід рослини — сухе, буро-жовте насіння.
Найбільш важливою біологічно активною складовою цієї рослини є сесквітерпенові лактони, особливо партенолід (до 85 % від загального вмісту лактонів), а також флавоноїди і ефірні олії. Серед флавоноїдів виявлені апігенин, кверцетин, лютеолін і сантин, танетін, хрісоеріол, жацеідін і центауреідін, серед ефірних олій — камфора (до 57 %), камфен (близько 12,7 %), кумен (5,2 %) і борніловий ацетат (4,6 %), а також альфа- і бета-пінени, альфа- і гамма-терпінен, евгенол і карвакрол.

## Екологія
Світлолюбна рослина, що віддає перевагу досить зволоженим ґрунтам. У дикому вигляді зростає на узбіччях доріг, на пустирях, на лісових галявинах і узліссях. Зацвітає через 80-100 днів після посіву. Цвітіння рясне з липня до кінця серпня.

## Поширення
Поширено на Балканському півострові, Кавказі, Закавказзі, Малій Азії, північному та західному Ірані. Культивується усією Європою і в Середземномор'ї, а також в Центральній, Південній та Північній Америці, Північній Африці.

## Застосування

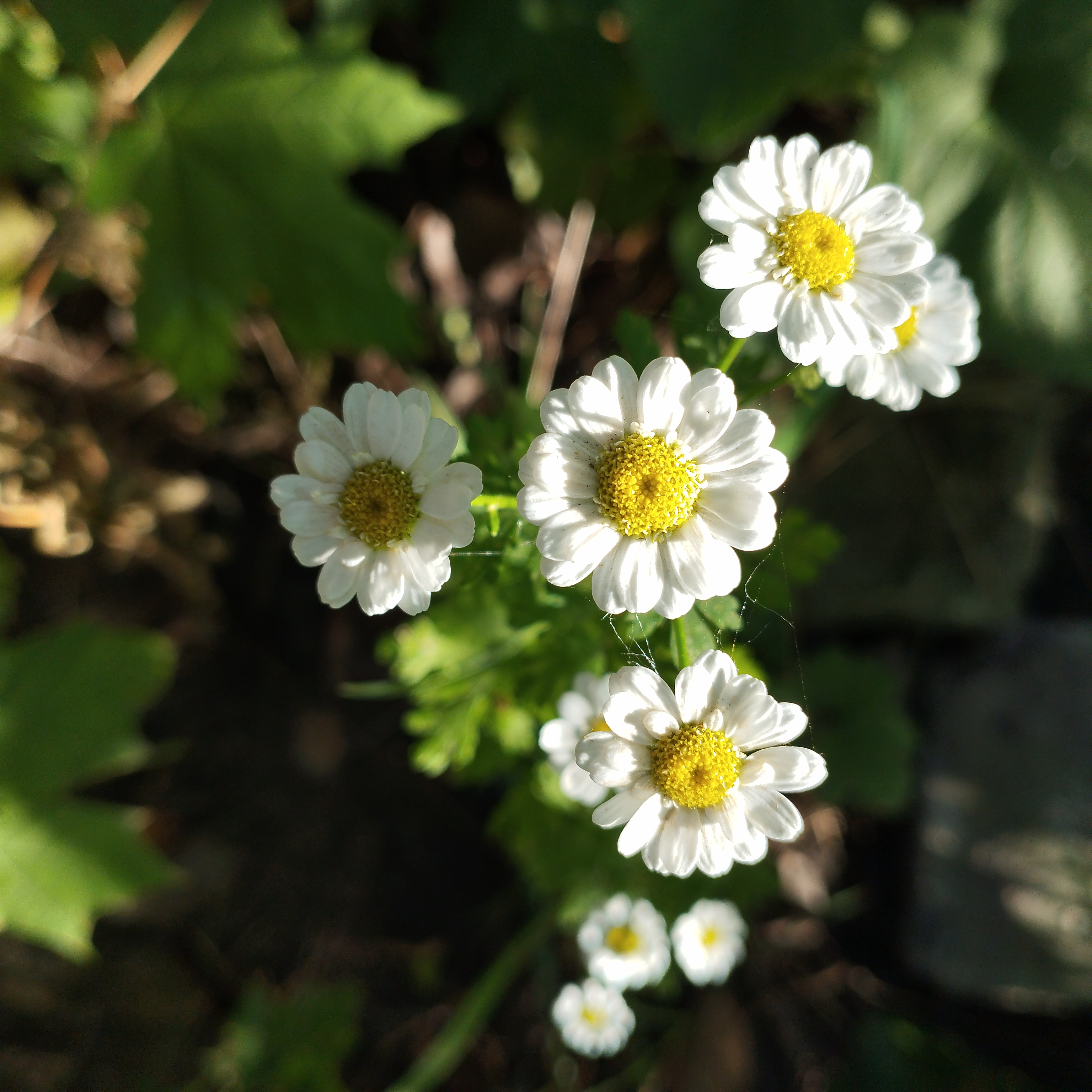
Пижмо дівоче

Про лікувальні властивості згадували ще античні філософи. Так Плутарх описує випадок з робітником, що звалилися з риштувань при будівництві Парфенона. Його чудове лікування він приписує пижму дівочому, іменованої тоді піретрумом. Грецький травник Діоскорид Педаній у I ст. описував здатність пижма дівочого позбавляти від «гарячих запалень». Середньовічні лікарі рекомендували пити відвар цієї рослини з цукром або медом при ускладненому диханні, кашлі, хрипах. Рослина, змішана з вершковим маслом або вином застосовували як припарки при газах і кольках. Автор «Повного травника», англійський фармацевт XVII століття Томас Калпепер рекомендував приймати пижмо дівоче при «жіночих проблемах» і як протиотруту проти опіуму. Багато лікарів описували рослину як дієвий засіб при запамороченнях і головних болях. Вважалося, що відвари пижмо дівочої допоможуть при артритах, дерматитах, болях в животі, зубного болю і шумі у вухах. Часом пижмо дівоча використовувалася знахарками як абортивний засіб. Американські індіанці лікували пижмом дівочим коліки і нудоту.
Рослина має протизапальні, кардіотонічні, спазмолітичні та протимігренозні властивості. Протипоказана дітям, вагітним і годуючим жінкам. Перед застосуванням рослини слід порадитися з лікарем. Оскільки пижмо дівоче здатна пригнічувати активність тромбоцитів, особам, які приймають препарати для розрідження крові (антикоагулянти) слід відмовитися від приймання рослини, також не слід вживати його перед порожнинними операціями. Серед побічних реакцій при прийманні пижма дівочого іноді спостерігають розлад шлунка, печію, метеоризм і нудоту, висип, нервозність. Тривале приймання пижма дівочого з подальшою різкою відміною може викликати головні, м'язові і суглобові болі. Слід уникати контакту свіжого листя пижмо дівочої з ротовою порожниною, оскільки це загрожує появою виразок, набряком рота, язика і губ, короткочасною втратою смаку.